# Phragmipedium lindenii
Phragmipedium lindenii là một loài lan được tìm thấy ở Venezuela đến Ecuador.

## Hình ảnh

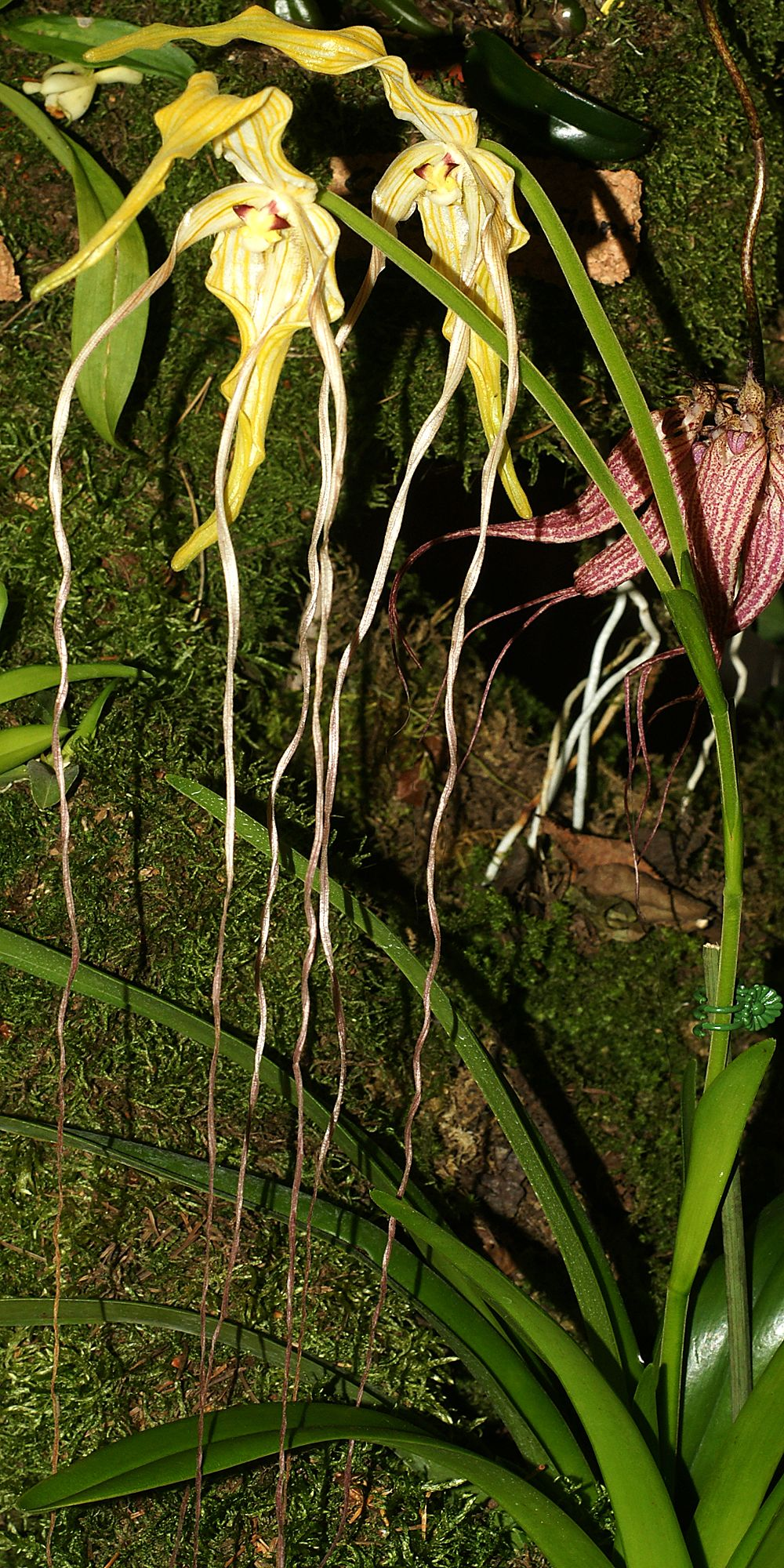
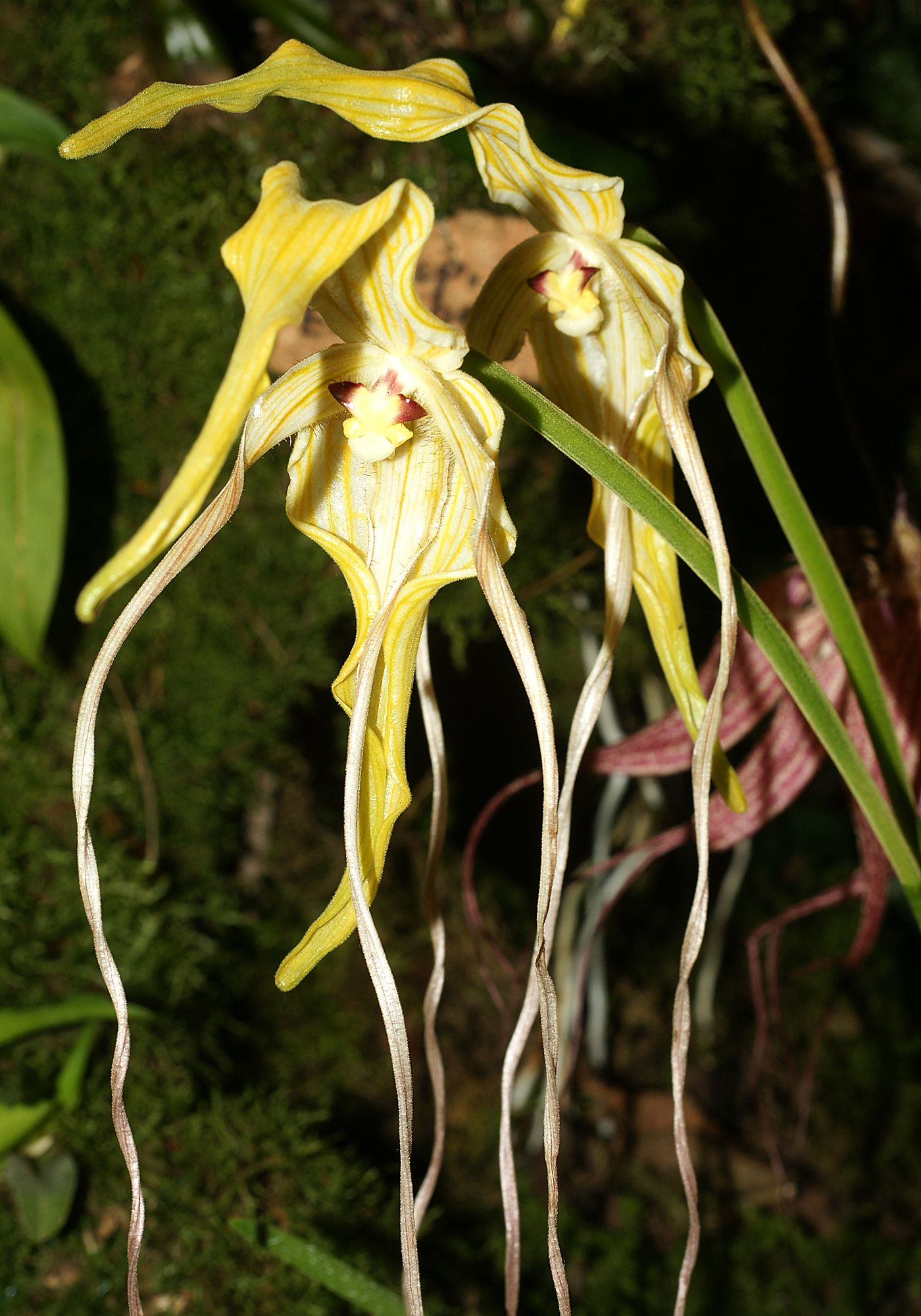